# جون إرليخ
جون إرليخ (بالإنجليزية: Jon Ehrlich)‏ هو ملحن أمريكي، ولد في 1950.

## وصلات خارجية
- جون إرليخ على موقع IMDb (الإنجليزية)
- جون إرليخ على موقع ميوزك برينز (الإنجليزية)
- جون إرليخ على موقع قاعدة بيانات الفيلم (الإنجليزية)